# Leudeville
Leudeville là một xã ở tỉnh Essonne thuộc vùng Île-de-France miền bắc nước Pháp.
Theo điều tra dân số năm 1999, dân số xã này là 1.187 người. Ước tính dân số năm 2007 là 1.294.
Danh xưng cư dân địa phương Leudeville trong tiếng Pháp là Leudevillois.